# Ouargla
Ouargla (arabisk: ورقلة) er en by i det sydlige Algeriet med 133.024 (2008) indbyggere. Byen ligger i Sahara ca. 800 km syd Algier. Den er hovedstad i provinsen Ouargla.